# Takawat II
Takawat II (auch: Takaouat II, Takawat 2, Takawatt 2) ist ein Dorf in der Stadtgemeinde Filingué in Niger.

## Geographie
Das von einem traditionellen Ortsvorsteher (chef traditionnel) geleitete Dorf liegt im Trockental Dallol Bosso. Es befindet sich rund sechs Kilometer südöstlich des Stadtzentrums von Filingué, der Hauptstadt des gleichnamigen Departements Filingué, das zur Region Tillabéri gehört. Das westliche Nachbardorf von Takawat II ist Takawat I.
Es herrscht das Klima der Sahelzone vor, mit einer durchschnittlichen jährlichen Niederschlagsmenge zwischen 300 und 400 mm. Takawat II ist Teil einer etwa 70.000 Hektar großen Important Bird Area, die unter der Bezeichnung Dallol Boboye den mittleren Abschnitt des Dallol Bosso vom Stadtzentrum von Filingué bis circa 15 Kilometer südlich von Balleyara umfasst.

## Geschichte
Das Dorf Takawat II wurde 1937 gegründet.

## Bevölkerung
Bei der Volkszählung 2012 hatte Takawat II 599 Einwohner, die in 86 Haushalten lebten. Bei der Volkszählung 2001 betrug die Einwohnerzahl 785 in 104 Haushalten und bei der Volkszählung 1988 belief sich die Einwohnerzahl auf 465 in 81 Haushalten.

## Wirtschaft und Infrastruktur
Durch Takawat II verläuft die 62,3 Kilometer lange Landstraße RR6-004 zwischen dem Stadtzentrum von Filingué und dem Gemeindehauptort Bonkoukou.